# قانون متولیان کار
قانون معتمدین کار (آلمانی: Gesetz über Treuhänder der Arbeit) تدابیری بود که توسط دولت آلمان نازی در ۱۹ مه ۱۹۳۳ تصویب شد و دفتر متولی کار را برای تنظیم روابط کار در آلمان تأسیس کرد. این قانون به موجب قانون شماره ۴۰ شورای کنترل متفقین در تاریخ ۳۰ نوامبر ۱۹۴۶ لغو شد که از ۱ ژانویه ۱۹۴۷ به اجرا درآمد.

## پس زمینه
حزب نازی پس از به قدرت رسیدن در آلمان تحت رهبری صدراعظم رایش آدولف هیتلر در ۳۰ ژانویه ۱۹۳۳، اقدام به از بین بردن تمامی مخالفان و اجرای یک تحول کامل در جامعه آلمان بود. این حزب تلاش داشت تا تمامی اجزای جامعه را با دیدگاه جهانی نازی هماهنگ کند که این روند به نام «گلیش‌شالتونگ» (هماهنگی) شناخته می‌شود. یکی از اهداف اولیه این کمپین، جنبش قدرتمند اتحادیه کارگری آلمان بود. در تاریخ ۲ مه ۱۹۳۳، نیروهای اس‌آ نازی به دفاتر اتحادیه‌های کارگری در سراسر کشور حمله کرده و آن را اشغال کردند. اتحادیه‌ها منحل شدند، مسئولان آنها دستگیر شدند، روزنامه‌های اتحادیه و بانک‌ها تعطیل و وجوه آنها مصادره شد.

## تصویب

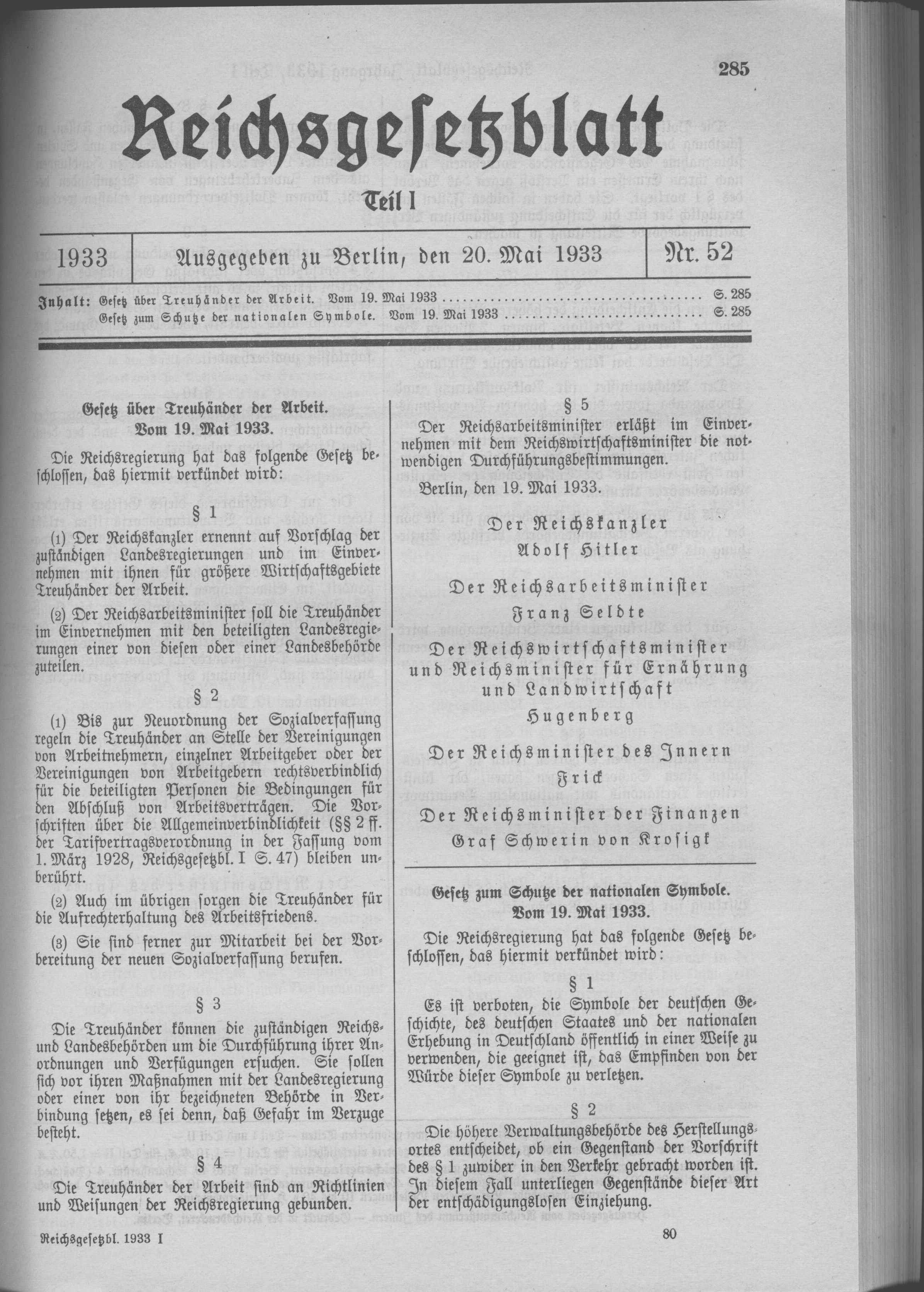
اعلان قانون در مورد معتمدین کار در Reichsgesetzblatt در ۲۰ مه ۱۹۳۳

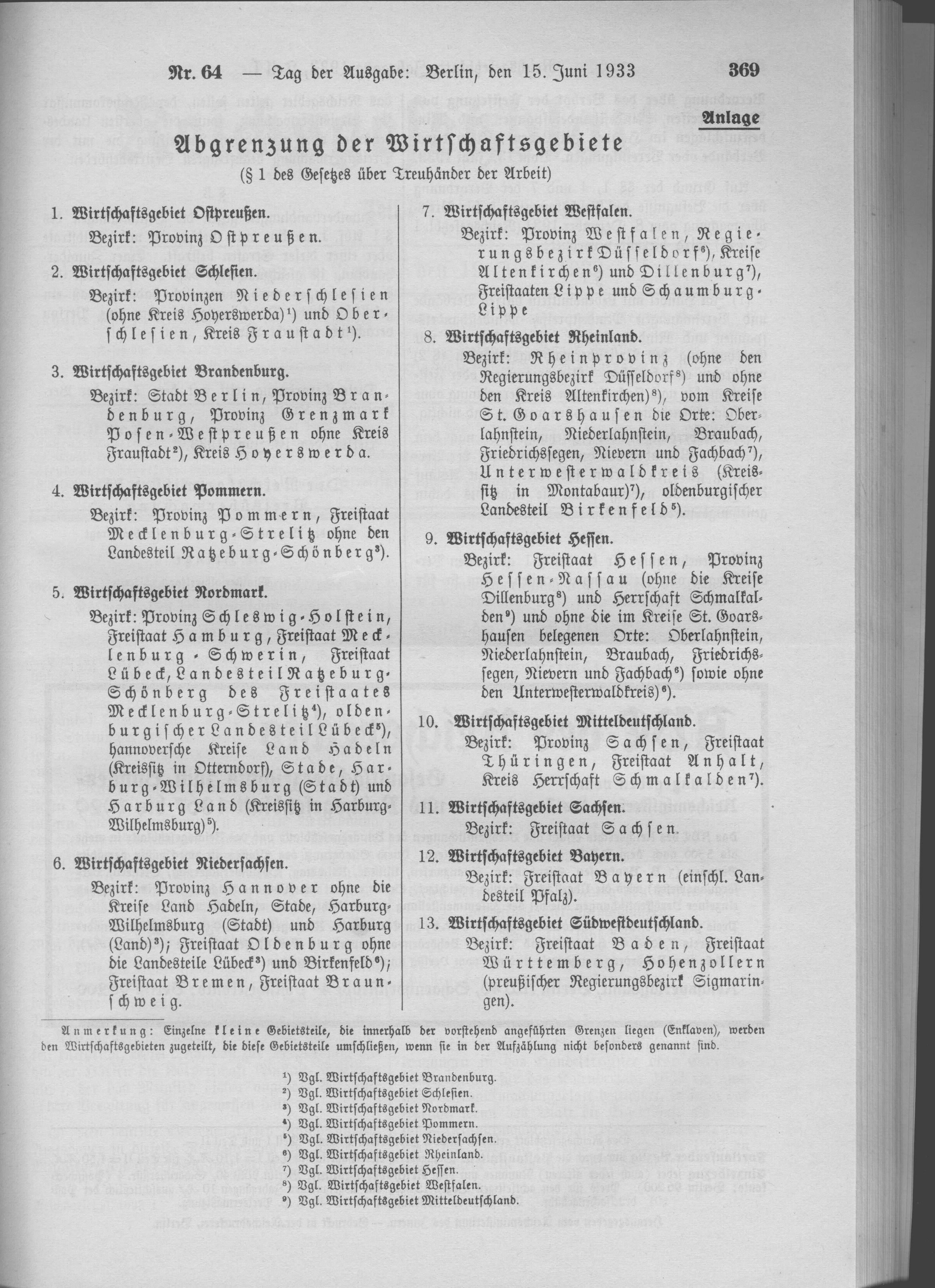
تعیین اولین سیزده Wirtschaftsgebiete (مناطق اقتصادی) در Reichsgesetzblatt در ۱۵ ژوئن ۱۹۳۳

علاوه بر این، موقعیت جدید متولی کار به عنوان یک ساز و کار کنترل بر روابط کار با تصویب قانونی ایجاد شد. بر اساس احکام قانون تفویض اختیارات ۱۹۳۳، قانون متولیان کار تنها با اقدام دولت رایش (صدر اعظم رایش و کابینه وی) به تصویب رسید و برای بررسی، بحث و تصویب قانونی به مجلس رایش ارائه نشد. این قانون از تاریخ ۲۰ مه ۱۹۳۳در رایش‌گزتس‌بلات منتشر شد، اجرایی گردید.